# Antiphalera melantata
Antiphalera melantata är en fjärilsart som beskrevs av Reginald James West 1932.
Antiphalera melantata ingår i släktet Antiphalera och familjen tandspinnare. Inga underarter finns listade i Catalogue of Life.